# ألورا (مالقة)
بلدية ألورة أو (نقحرة: ألورا) (بالإسبانية: Álora) هي بلدية تقع في مقاطعة مالقة التابعة لمنطقة أندلوسيا جنوب إسبانيا.

## الديموغرافيا
بلغ عدد سكان بلدية ألورة 13.499 نسمة عام 2011 (وفقاً للمعهد الوطني الإسباني للإحصاء).
| 12.862 | 12.565 | 12.538 | 13.013 | 13.307 | 13.395 | 13.499 |